# Pius III
Pius III, född Francesco Todeschini Piccolomini den 29 maj 1439 i Siena, död den 18 oktober 1503 i Rom, var påve från den 22 september till sin död fyra veckor senare, den 18 oktober 1503. 

## Biografi
Francesco Todeschini Piccolomini var systerson till Pius II, som tog sig an pojkens utbildning och uppfostran.
Efter att ha studerat juridik vid universitetet i Perugia och erhållit doktorsgrad i kanonisk rätt utnämndes han 1460 till ärkebiskop av Siena och några veckor senare till kardinaldiakon av Sant'Eustachio som diakonia. Under sin morbror Pius II samt under Paulus II och Alexander VI tjänade han som påvlig nuntie i England, Tyskland och Frankrike. 
Francesco Todeschini Piccolomini valdes till påve den 22 september 1503, men var då svårt giktbruten. Flera av momenten vid hans kröning den 8 oktober kunde på grund av detta inte genomföras. Han var vid utnämningen varken prästvigd eller biskopsvigd, vilket han blev i tur och ordning innan kröningen till påve. Han avled tio dagar efter att han installerats i sitt ämbete, varmed Pius III:s pontifikat är ett av historiens kortaste.
Pius III har fått sitt sista vilorum i basilikan Sant'Andrea della Valle i Rom.

### Webbkällor
- Catholic Encyclopedia, Volume XII (1911)
- Catholic Hierarchy